# Enlil-bani

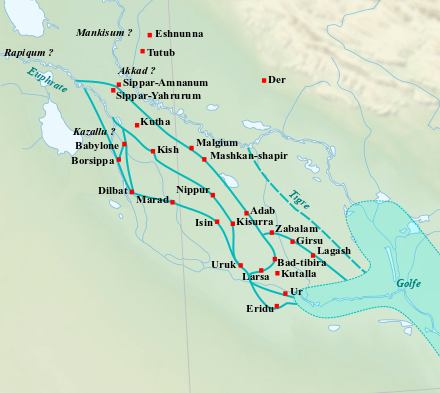
Mapa południowej Mezopotamii w okresie starobabilońskim (ok. 2000–1595 p.n.e.)

Enlil-bani (akad. Enlil-bāni, zapisywane den.lil2-ba-ni, tłum. „Bóg Enlil jest stwórcą”) – dziesiąty król z I dynastii z Isin, następca Erra-imitti. Według Sumeryjskiej listy królów oraz Listy królów Ur i Isin panować miał przez 24 lata. Jego rządy datowane są na lata ok. 1860–1837 p.n.e. (chronologia średnia).
Według Kroniki wczesnych królów był on ogrodnikiem, który za czasów rządów Erra-imitti wybrany został do pełnienia funkcji „króla zastępczego”. Wybierany był on wówczas, kiedy przepowiednie wskazywały, że życie króla miało być w niebezpieczeństwie. „Król zastępczy”, jak wierzono, ściągnąć miał na siebie zły los chroniąc tym samym prawdziwego władcę. W przypadku Enlil-bani stało się jednak odwrotnie. Kiedy pełnił on wciąż funkcję „króla zastępczego”, prawdziwy król zmarł, a Enlil-bani w niejasnych do końca okolicznościach zajął jego miejsce jako prawowity władca Isin. O wydarzeniach tych tak opowiada Kronika wczesnych królów:
„Król Erra-imitti rozkazał Enlil-bani, ogrodnikowi, by ten zasiadł na tronie jako 'król zastępczy' (i) umieścił koronę królestwa na jego głowie. Erra-imitti zmarł w swym pałacu w trakcie spożywania gorącej zupy. Enlil-bani, który zasiadał na tronie, nie oddał władzy i (sam) stał się królem”
Jako władca Enlil-bani znany jest z kilku sławiących go hymnów królewskich.